# Värsås
Värsås – miejscowość (tätort) w Szwecji, w regionie administracyjnym (län) Västra Götaland, w gminie Skövde.
Według danych Szwedzkiego Urzędu Statystycznego liczba ludności wyniosła: 616 (31 grudnia 2015), 585 (31 grudnia 2018) i 583 (31 grudnia 2019).